# Råtjärnarna (Särna socken, Dalarna, 686716-136765)
Råtjärnarna är en sjö i Älvdalens kommun i Dalarna och ingår i Dalälvens huvudavrinningsområde.